# スワンスタビロ

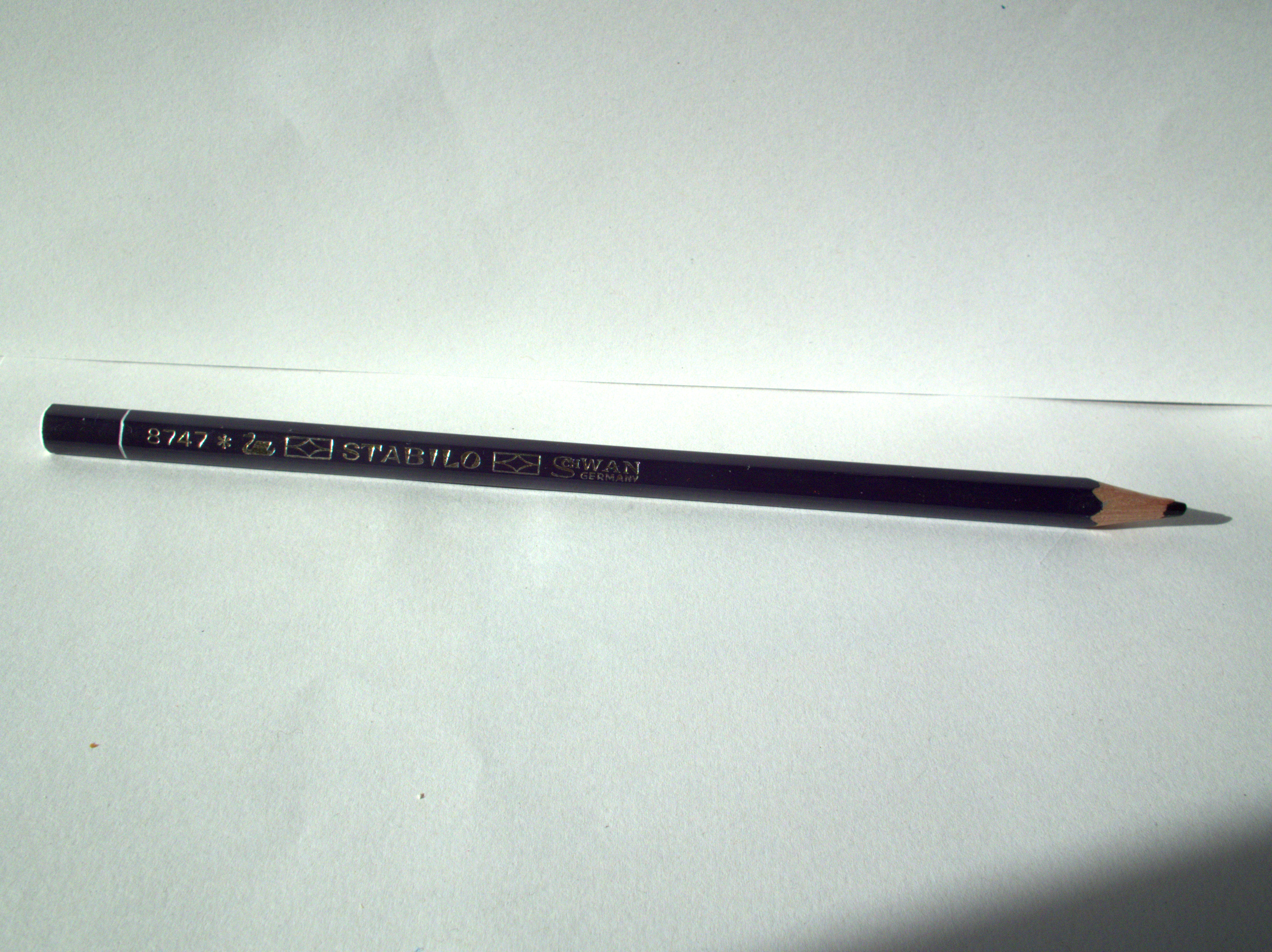
鉛筆

スワンスタビロ(Schwan-Stabilo)はドイツの筆記具ブランド。執筆用具、着色用具およびオフィス用マーカーや蛍光ペン、ならびに化粧用品を製造している。

## 概要

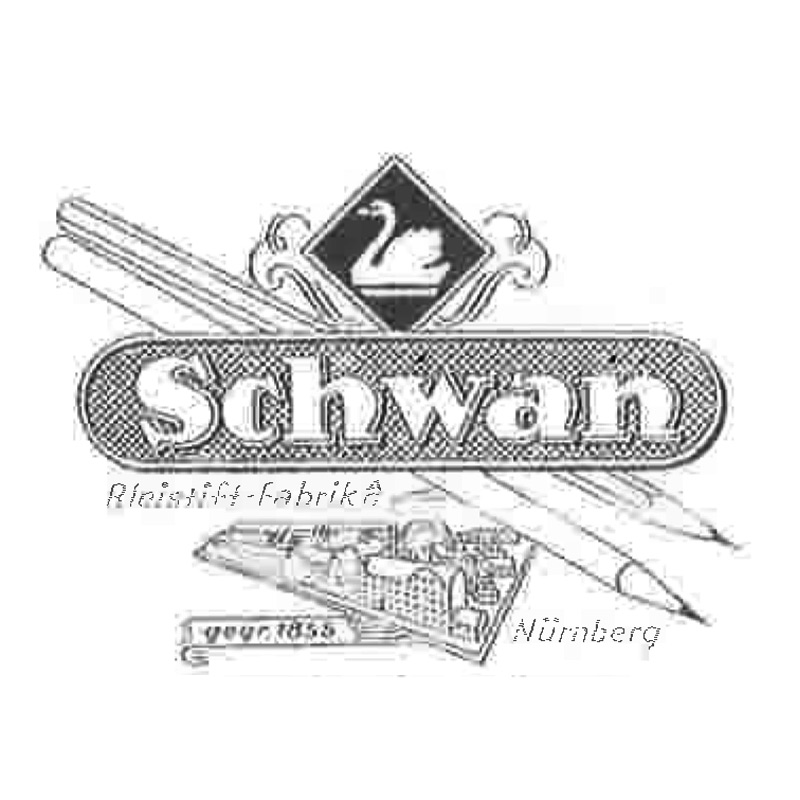
スワン鉛筆工場ロゴ

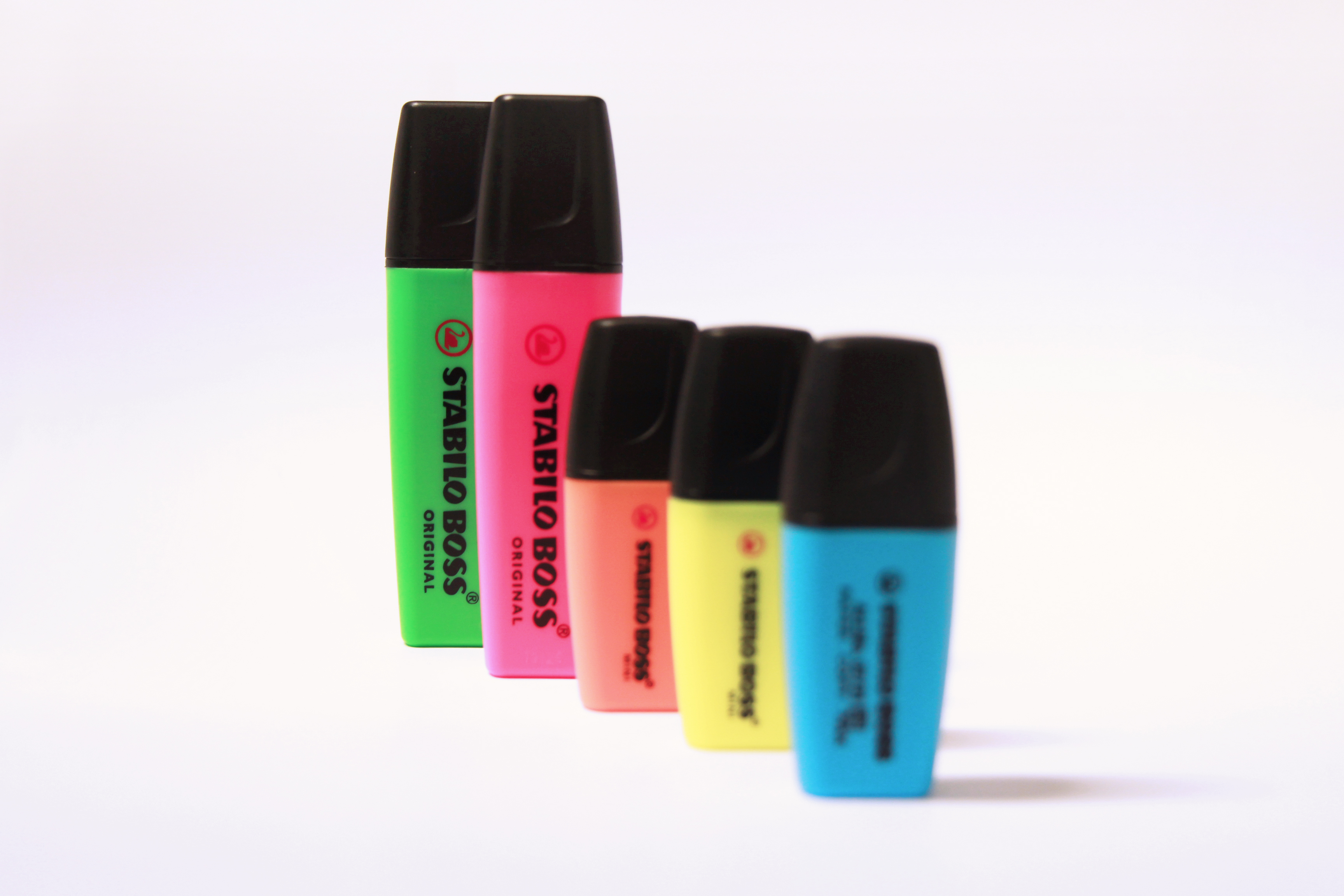
蛍光ペン「STABILO BOSS」

1854年にニュルンベルクで、鉛筆職人のゲオルグ・グロースベルガーとヘルマン・クルツが「グロースベルガー・アンド・クルツ社」を設立。
1865年、グスタフ・アダム・スワンハウザーが買収し、社名を「スワン鉛筆工場」に変更する。以降は筆記具製造を主業としながらも、1909年に医療用として化粧用ペンを開発、1927年から化粧品産業に参入した。
1932年に筆記具ブランドを、高品質を謳う「STABILO（スタビロ）」、子供向けの「SWANO（スワノ）」、大衆市場向けの「Othello（オテロ）」に分ける。1971年に世界初の蛍光ペン「STABILO BOSS」を発表。スタビロブランドの世界的知名度に伴い1976年に社名を「スワンスタビロ」に変更。1992年には化粧品事業を分割し「スワンスタビロ化粧品（Schwan-STABILO Cosmetics）」を設立し、筆記具事業と化粧品事業の親会社として、「スワンハウザー・インダストリー・ホールディングス（Schwanhäußer Industrie Holding GmbH & Co. KG）」を設立した。
2019年現在では、バイエルン、チェコ、マレーシアに生産子会社を持ち、また、2006年にはドイツのスポーツバッグメーカーのドイターを、2011年には同じくドイツのアウトドア用品メーカーオルトボックスを買収し、スワンスタビログループを形成している。

### 画像

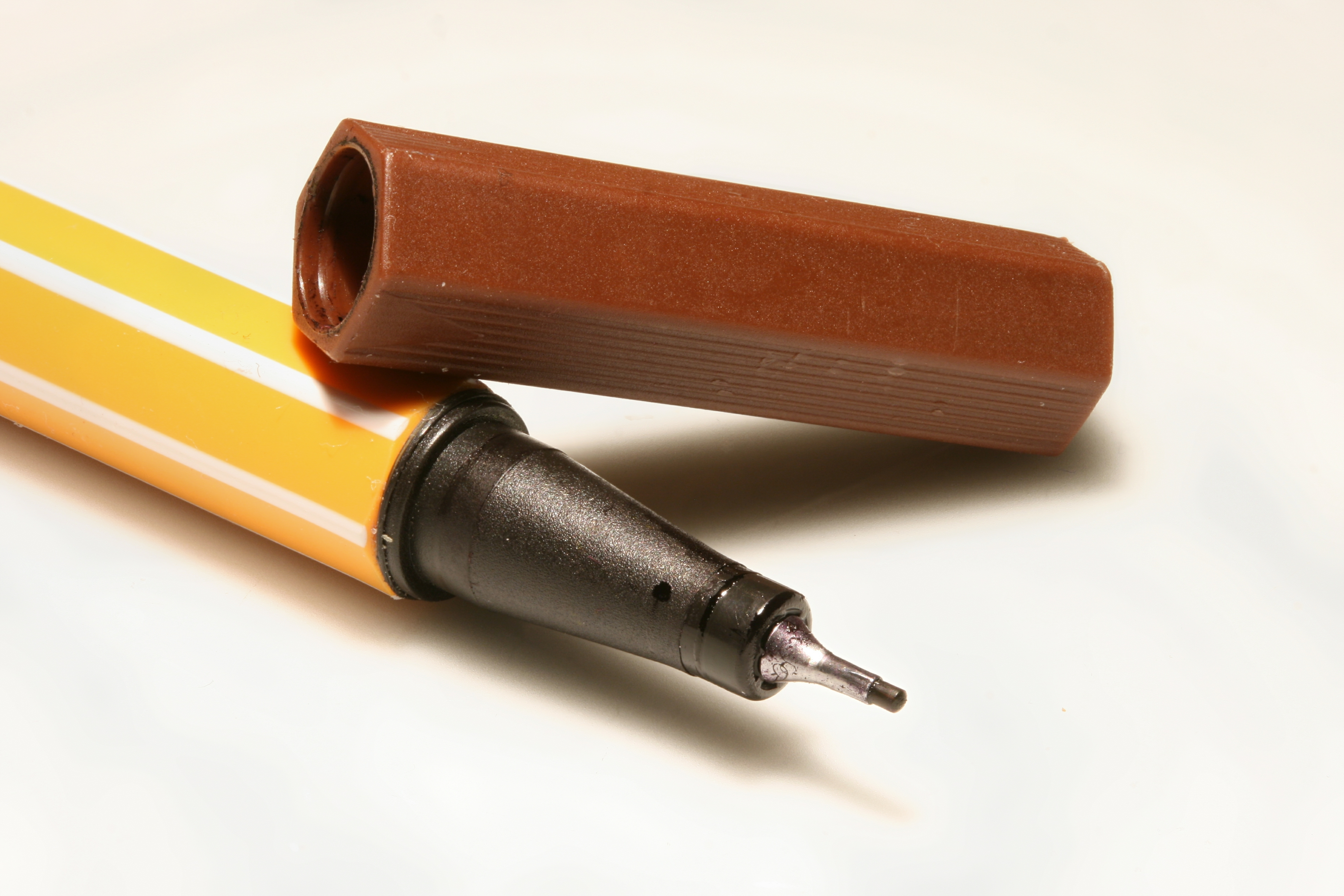
スタビロ ファインライナー
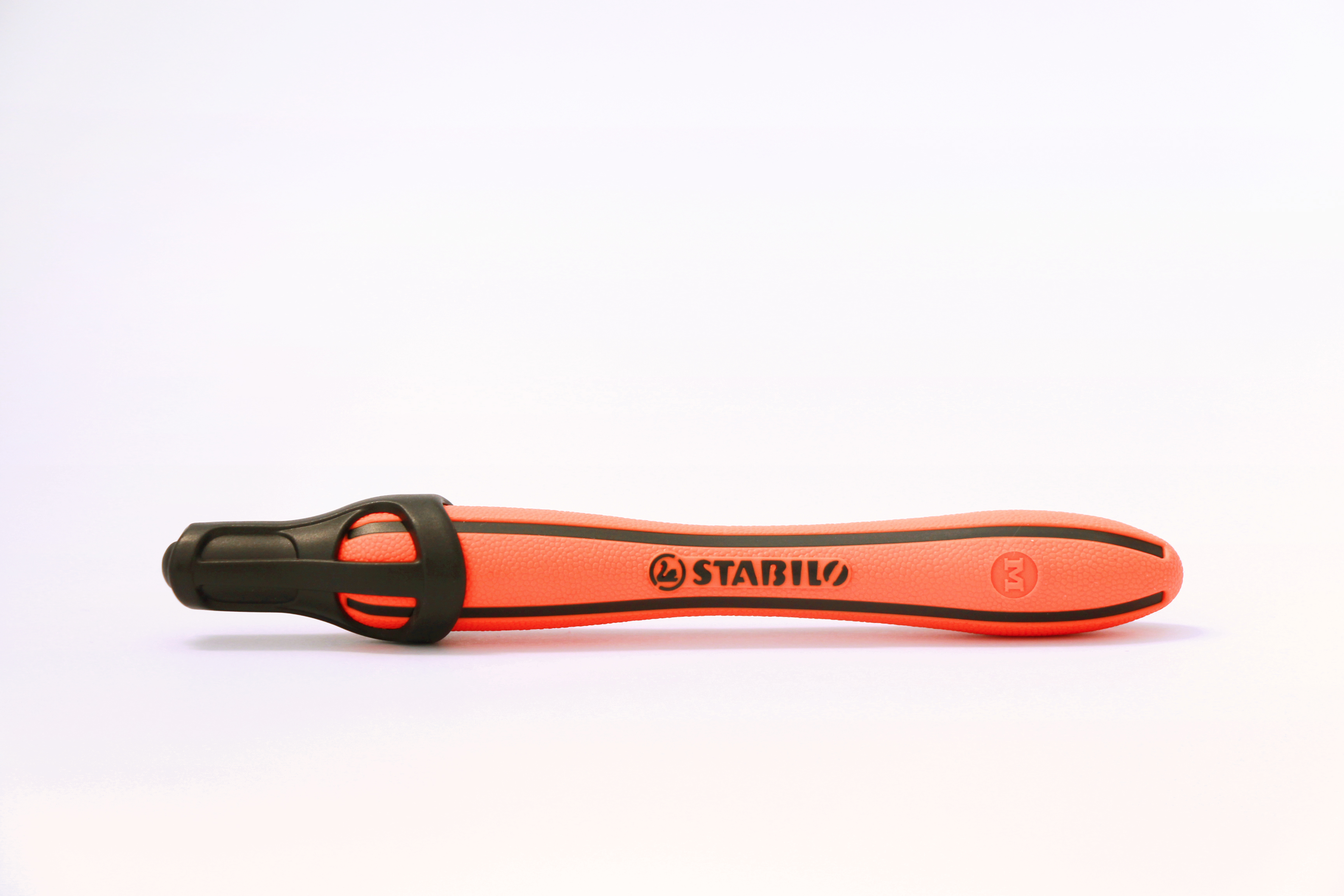
スタビロ スムーブ
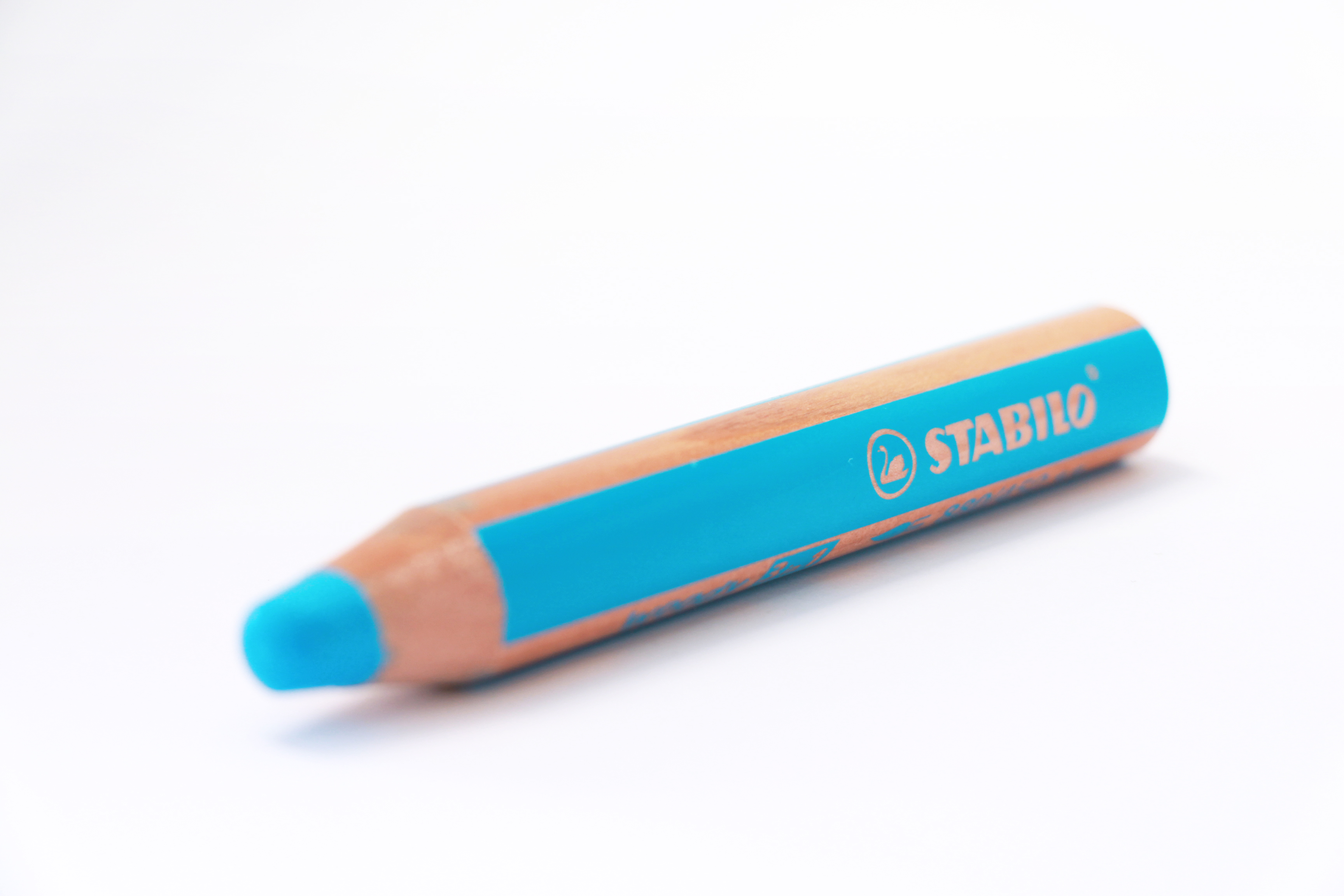
スタビロ ウッディ
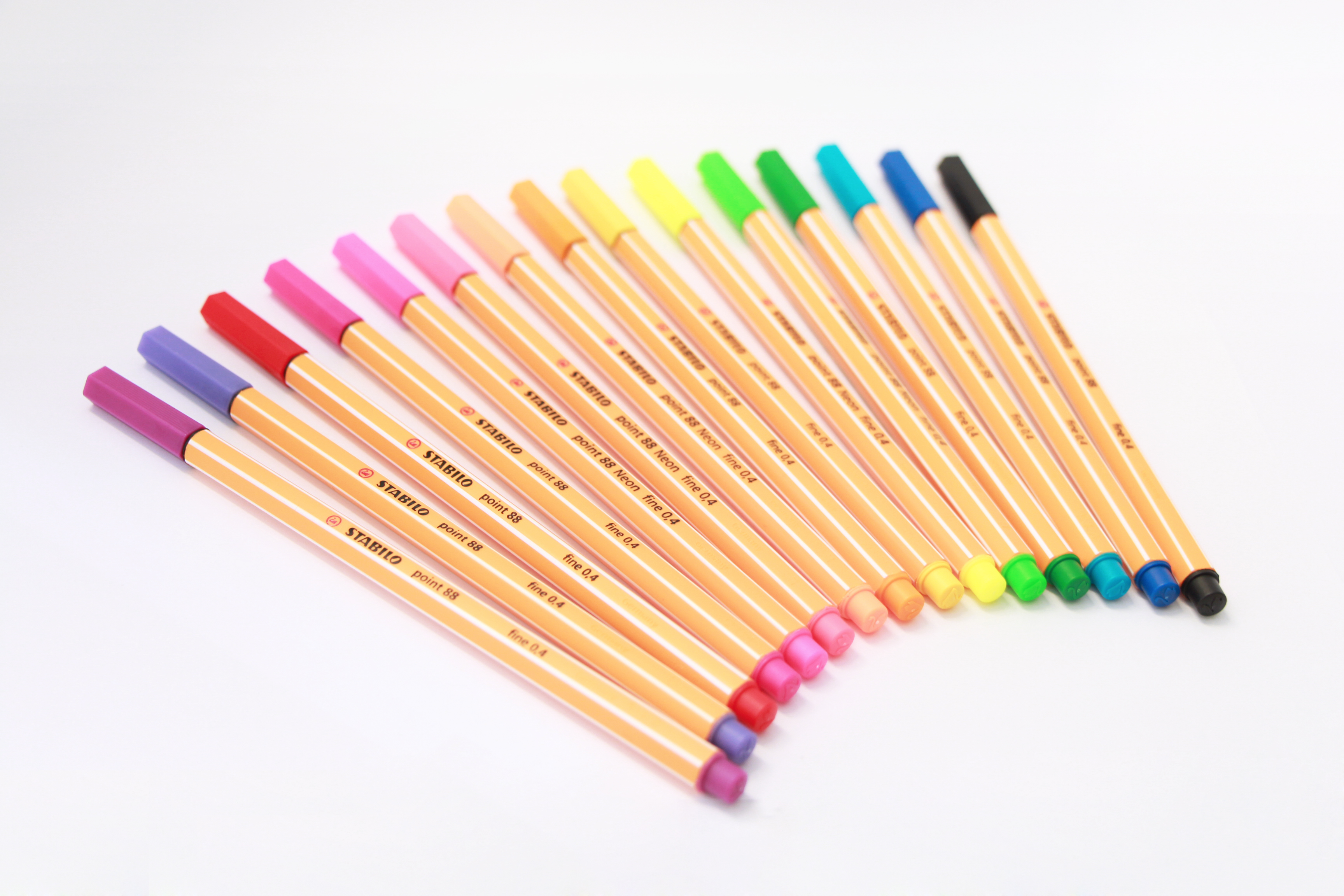
色鉛筆「STABILO point88」